# C. F. Møller
Christian Frederik Møller (* 31. Oktober 1898 in Skanderborg; † 5. November 1988 in Aarhus), bekannt als C. F. Møller, war ein dänischer Architekt, Professor und, von 1965 bis 1969, der erste Rektor der Architekturschule Aarhus. Sein Architekturbüro, Arkitektfirmaet C. F. Møller, welches er 1924 gründete, wird bis heute unter demselben Namen weitergeführt. Es ist heute eines der größten Architekturbüros Dänemarks mit Standorten in Dänemark, Schweden, Norwegen und Deutschland.

## Leben
Christian Frederik Møller wurde am 31. Oktober 1898 in Skanderborg in Dänemark geboren. Er absolvierte eine Lehre als Maurer und studierte später Architektur an der Königlichen Dänischen Kunstakademie in Kopenhagen, wo er 1920 abschloss.
Er gründete sein eigenes Architekturbüro C.F. Møller 1924 und arbeitete von 1928 bis 1942 zuammen mit dem Architekten und Professor Kay Fisker. Nachdem sie 1930 und 1931 jeweils den ersten Preis in den Wettbewerben für das Krankenhaus der Gemeinde Aarhus und für die Universität Aarhus gewannen, etablierten sie ein Büro in Aarhus. Ihre Werke beinhalten auch die Wohnblöcke 2 Vodroffsvej (1930) and Vestersøhus (1935–39) in Kopenhagen, wobei vor allem das letztere einen langanhaltenden Einfluss auf den dänischen Wohnungsbau hatte.
Ihr Entwurf für die Universität Aarhus bestand aus einzelnen Fakultätsgebäuden die entlang des Randes eines Parks angelegt waren. Das erste Gebäude wurde 1933 fertiggestelt. Anfang der Vierzigerjahre endete die Zusammenarbeit mit Fisker und C. F. Møller führte das Projekt alleine fort. Das Hauptgebäude wurde 1946 und der sogenannte Bücherturm 1962 fertiggestellt.
Unter seinen späteren Werken sind beispielsweise das Salling Kaufhaus in Aarhus (1949, mit Gunnar Krohn), Angligården (1965, später Herning Museum) und Egetæpper in Herning (1984).
Møller wurde 1965 der erste Rektor der neu gegründeten Architekturschule Aarhus.

## Auszeichnungen
- 1945 Eckersberg Medaille
- 1947 C.F. Hansen Medaille

## Galerie
Universität Aarhus

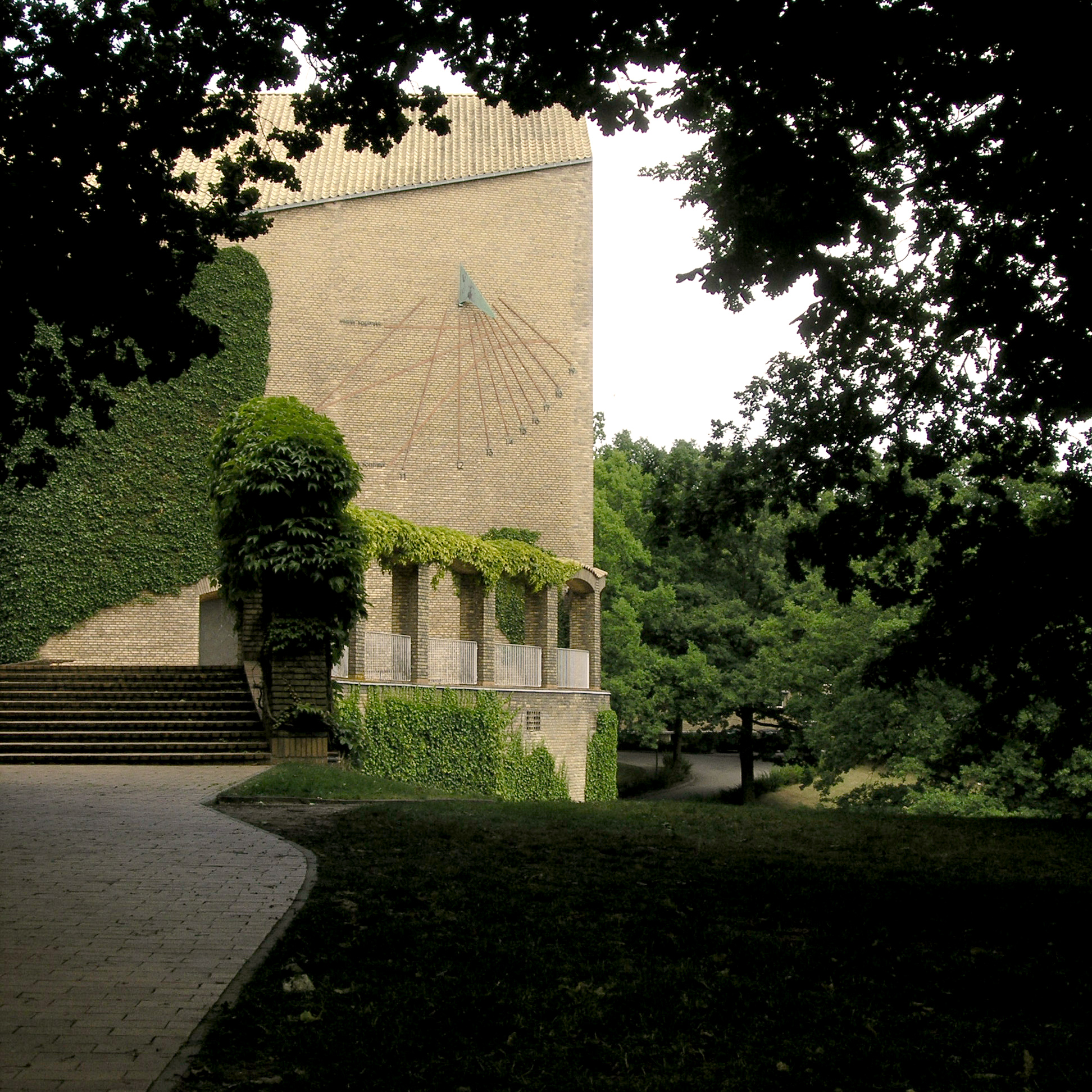
Hauptgebäude, Universität Aarhus (1946)
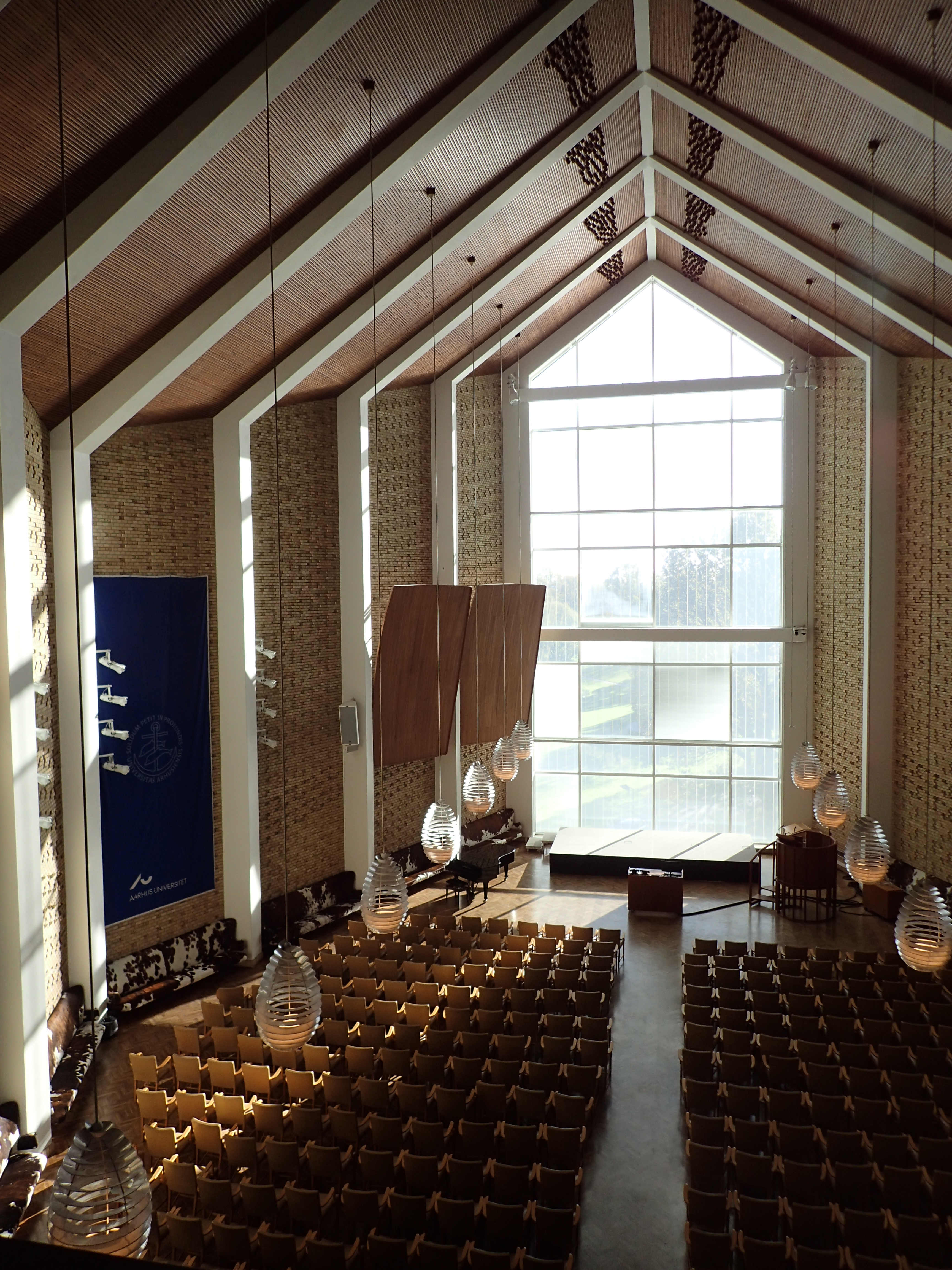
Auditorium, Hauptgebäude, Universität Aarhus (1946)
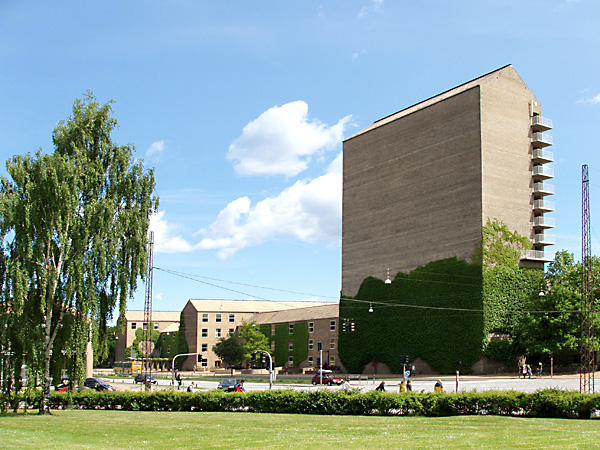
Der Bücherturm der Staatsbibliothek (1960–63)
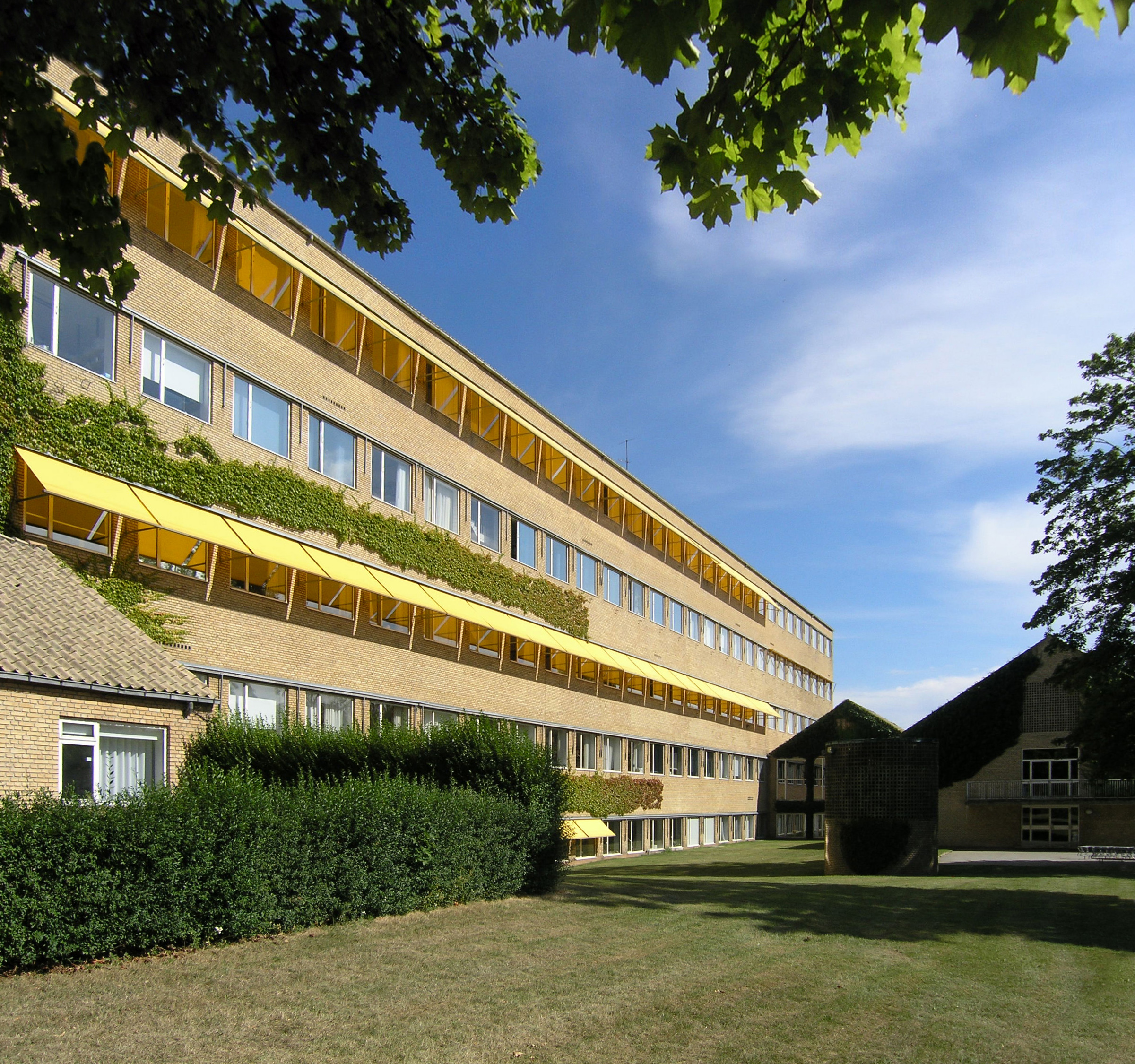
Fassade der Universität nach C. F. Møllers Entwurf
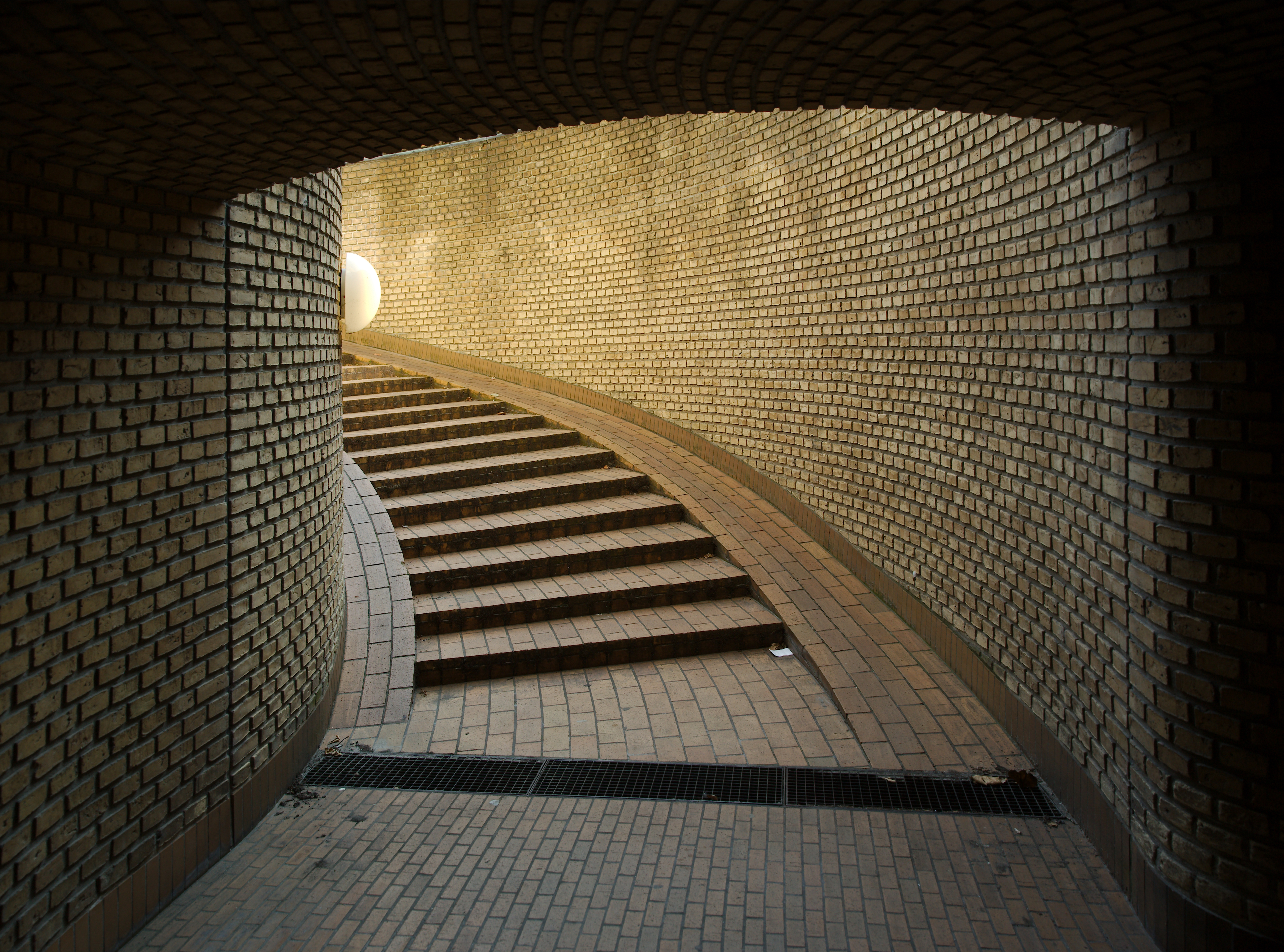
Unterführung (1946)

Andere

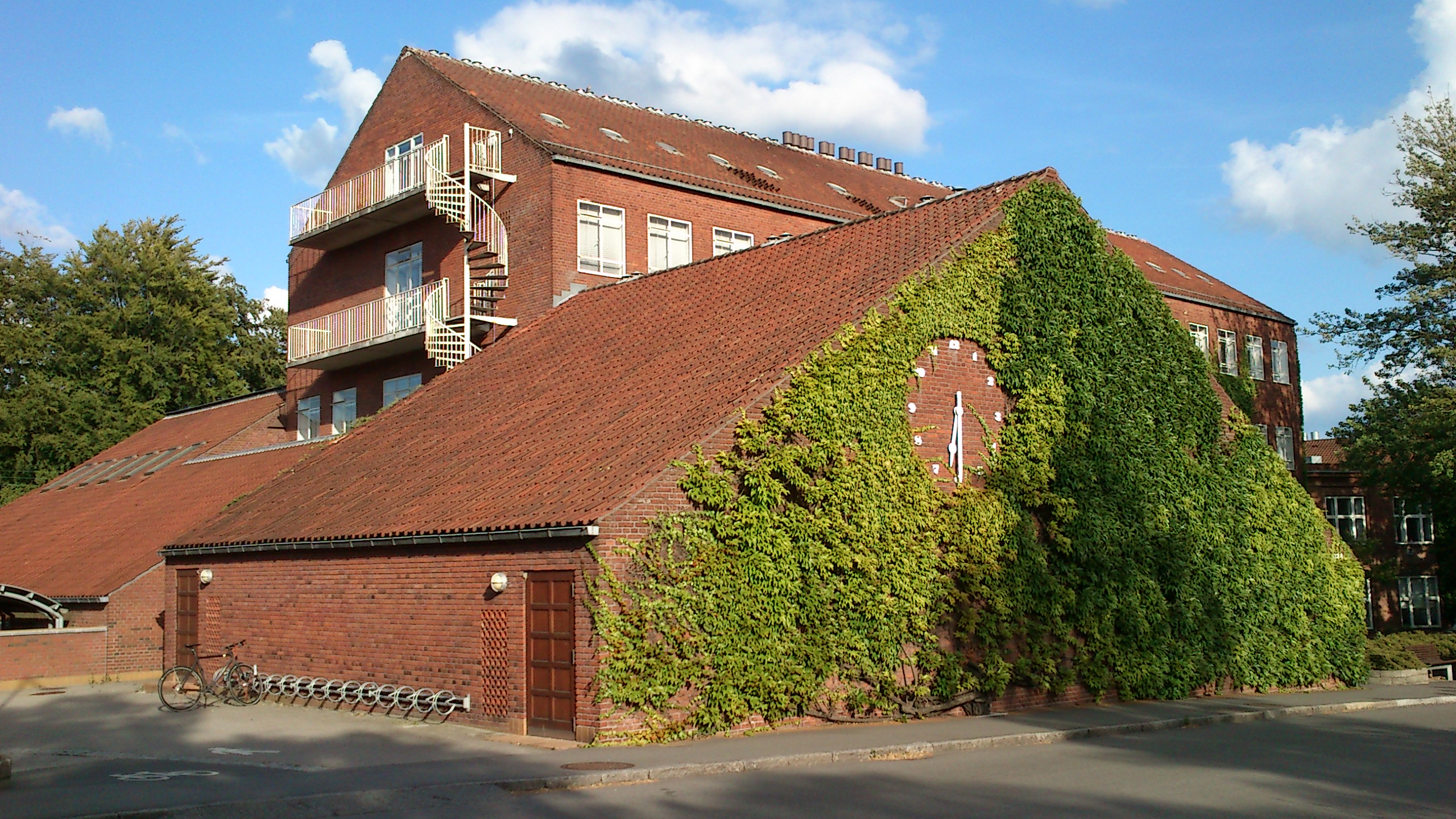
Aarhus Gemeindekrankenhaus
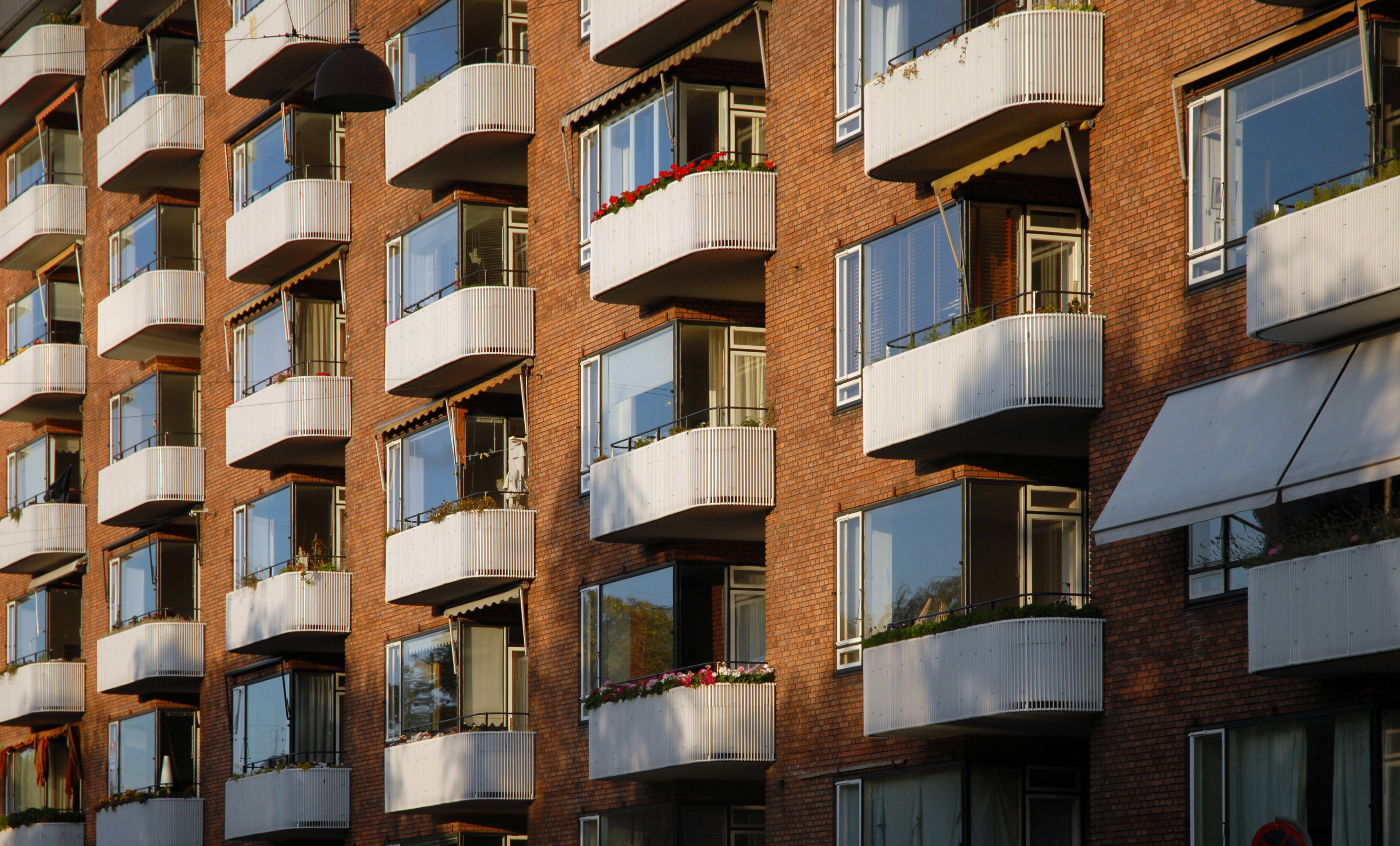
Das Vestersøhus in Kopenhagen